# Gjermundshamn
Gjermundshamn är en tidigare tätort i Kvinnherads kommun i Vestland fylke i västra Norge. Orten ligger där fylkesväg 48 möter fylkesväg 575, på västra sidan av Kvinnheradsfjorden, en del av Hardangerfjorden. Den har färjeförbindelse med byn Årsnes på andra sidan fjorden.
Sedan 2017 räknas orten inte längre som en tätort.

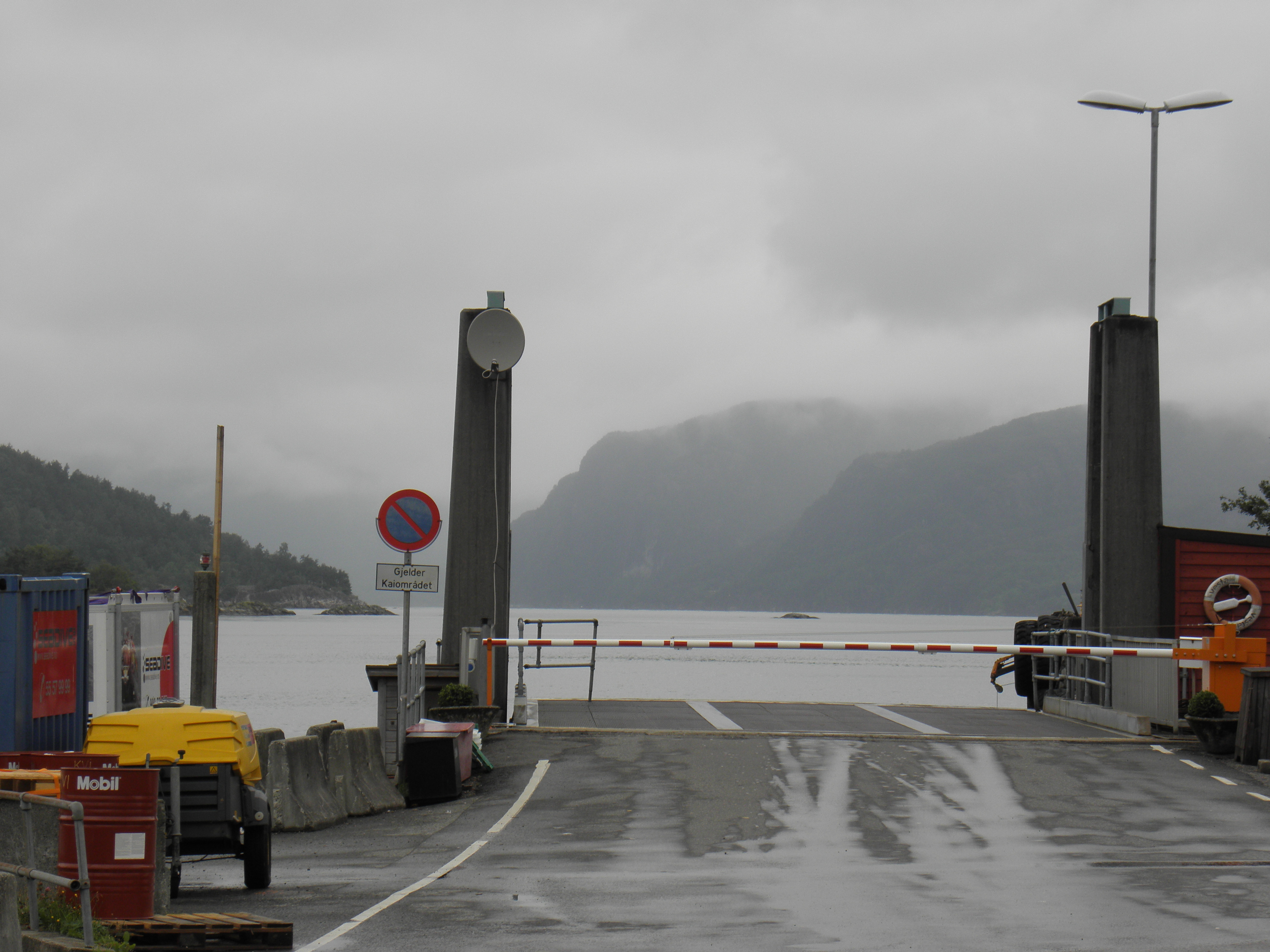
Färjeläget vid Gjermundshamn.